# Предложение 8

Карта референдума

Предложение 8 (англ. Proposition 8) — название конституционной поправки штата Калифорнии, которая была принята на референдуме 4 ноября 2008 года. Эта поправка действовала на территории Калифорнии и определяла брак как «союз между мужчиной и женщиной» и исключала однополый брак.
За принятие поправки проголосовали 52,5 % имеющих право голоса и против — 47,5 %.
После референдума в статью 1 раздел 7.5 Конституции Калифорнии была внесена поправка:

«Only marriage between a man and a woman is valid or recognized in California.

(Только брак между мужчиной и женщиной действителен и признаётся в Калифорнии)».

В 2009 году Верховный суд штата Калифорния утвердил результаты референдума. Поправка 8 была оспорена сторонниками однополых браков. В 2010 году Федеральный суд США принял решение о незаконности Поправки 8. Сторонники запрета однополых браков опротестовали данное решение, но Апелляционный суд признал Поправку 8 неконституционной. После этого защитники Поправки обратились в Верховный суд.
26 июня 2013 года Верховный суд США отклонил апелляцию защитников Поправки 8, мотивируя это тем, что у них недостаёт правовых оснований (англ. standing), чтобы оспаривать решение Апелляционного суда в Высшем суде. «Мы никогда прежде не подтверждали, что существуют основания частной стороны защищать конституционность закона штата, когда власти штата предпочли не делать этого, — заявил главный судья Джон Робертс. — Мы отказываемся делать это также в данном случае». В отсутствие достаточных оснований для апелляции суд не имеет полномочий рассматривать дело по существу. Таким образом, решение Апелляционного суда о неконституционности Поправки 8 было оставлено в силе.

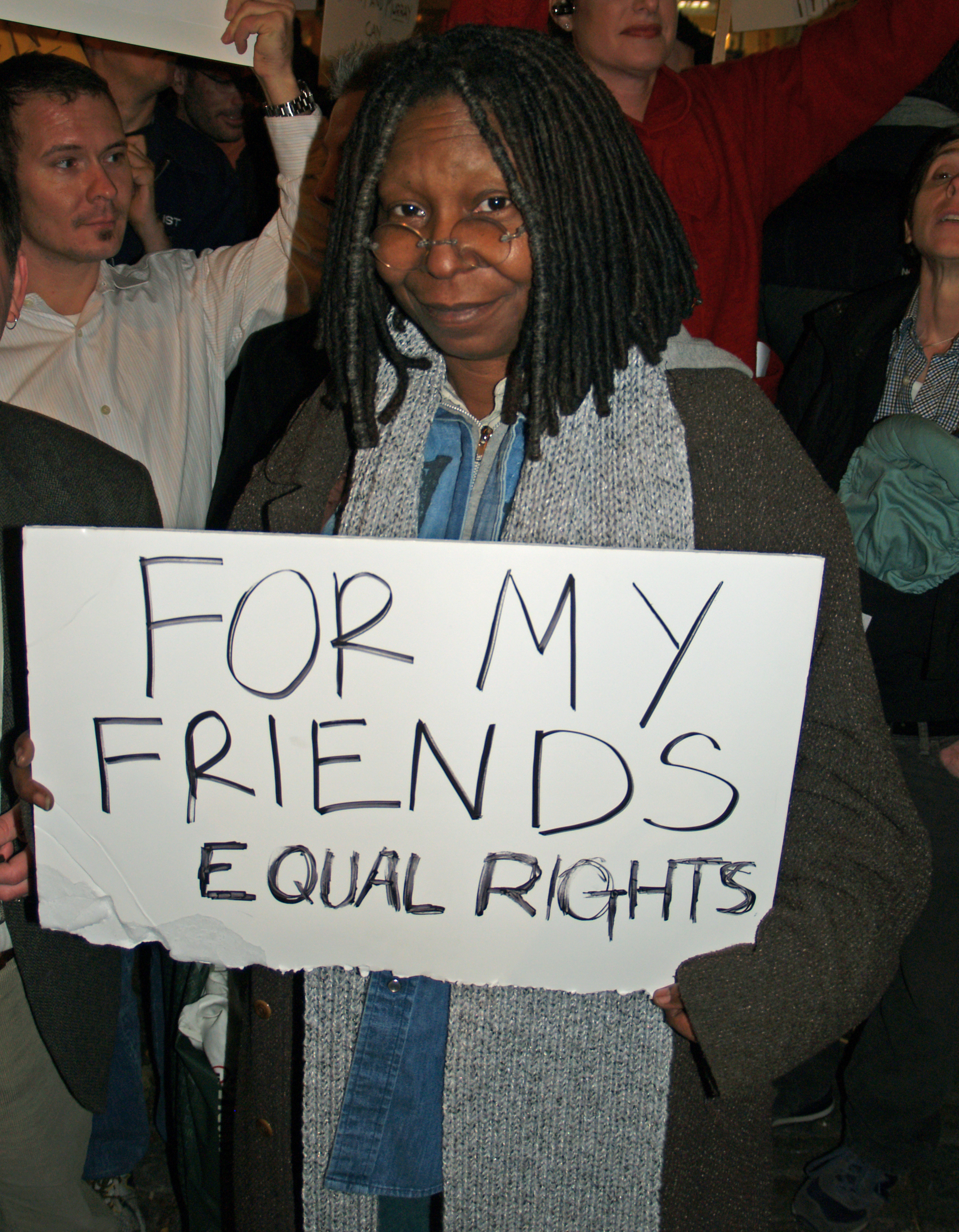
Вупи Голдберг на акции протеста против «Предложения 8» в Нью-Йорке (2008)

В этом вопросе судью Джона Робертса поддержали трое либеральных судей Рут Бейдер Гинзбург, Стивен Брейер, Елена Каган и консервативный судья Антонин Скалия. Судья Энтони Кеннеди, который писал решение о неконституционности Закона о защите брака, выразил особое мнение о том, что суд может рассмотреть вопрос об однополых браках тоже. К нему присоединились консервативные судья Самуэл Алито и Клейренс Томас вместе с либеральной судьёй Соней Сотомайор, которые составили меньшинство. Они заявили, что законодательная инициатива судебного процесса негодная, если власти штата могут просто отказаться обеспечить правовой санкцией решение, за которое проголосовали люди.
В то время как сторонники однополых браков приветствовали решение Верховного суда как свою победу, противники однополых браков были удовлетворены тем, что Верховный суд оставил вопрос определения брака решать каждому штату самостоятельно, а не утвердил конституционность однополых браков. Так, президент Family Research Council Тони Перкенс заявил: «Хотя мы и разочарованы решением суда отменить федеральный Закон о защите брака, суд сегодня не навязал переопределение природы брака, которого добивались, огульно в масштабе всей страны».